# Antoni Szafranek
Antoni Szafranek (ur. 23 maja 1909 w Bottrop, zm. 23 marca 1979 w Katowicach) – polski skrzypek, dyrygent i pedagog, brat Karola.

## Życiorys
Wywodził się z rodziny górniczej, która przeniosła się „za chlebem” w 1895 roku ze Górnego Śląska do Zagłębia Ruhry. Urodził się 23 maja 1909 r. w Bottrop (Westfalia) jako syn Jana i Marii. Ojciec nauczył go gry na skrzypcach. Jan założył chór i orkiestrę amatorską, komponował i opracowywał utwory religijne i pieśni ludowe. Dzięki temu Antoni wraz z bratem Karolem od wczesnych lat życia mieli żywy kontakt z muzyką. Po powrocie do Polski w 1920 r. kształcił się prywatnie. Uczęszczał do klasy prof. Arthura Brandenburga w szkole muzycznej w Katowicach (1926), a następnie uczył się w Państwowym Konserwatorium w Poznaniu (1927–1929). Do 1929 r. był skrzypkiem orkiestry Opery Poznańskiej. W 1929 r. wyjechał na studia do berlińskiej Staatlich Akademische Hochschule für Musik, gdzie kształcił się u prof. Georga Kulenkampffa. Tam wraz z orkiestrą Berliner Kammerorchester koncertował w Niemczech, Holandii, Belgii, Francji, Anglii i Hiszpanii. Antoni Szafranek, poza grą na skrzypcach, uczył się równolegle dyrygentury, kompozycji i teorii muzyki m.in. u Georga Schella, Paula Hindemitha i Curta Sachsa, i w 1930 r. otrzymał indeks.
Po studiach powrócił wraz z bratem Karolem do Polski i zamieszkali na stałe w Katowicach-Ligocie. W 1933 r. założyli Szkołę Muzyczną w Rybniku. Szkołą kierował Karol, a Antoni został dyrektorem pedagogicznym (do 1937 r.).
W latach 1937–1939 Antoni Szafranek studiował dyrygenturę i kompozycję w Państwowym Konserwatorium Muzycznym w Warszawie m.in. u Kazimierza Sikorskiego. Studia kontynuował u prof. Fritza Lubrichta (ucznia Maxa Regera) w Katowicach w latach 1941–1944.
Podczas okupacji nauczał w Śląskim Konserwatorium Muzycznym w Katowicach oraz dodatkowo prowadził orkiestrę. Wraz z bratem potajemnie ratował przed zniszczeniem zbiory biblioteczne (m.in. utwory polskich kompozytorów) oraz chronił uczniów uczęszczających na zajęcia przed wywiezieniem do przymusowej pracy do Niemiec.
Po wojnie ponownie z bratem zaczęli organizować szkołę muzyczną w Rybniku. 1 kwietnia 1952 r. szkoła została upaństwowiona, a Antoni został dyrektorem szkoły muzycznej I stopnia. Objął kierownictwo Orkiestry Filharmonii ROW, a w latach 1970–1975 objął stanowisko dyrektora szkoły muzycznej II stopnia.
Zmarł nagle 23 marca 1979 r. Został pochowany na cmentarzu przy ul. Panewnickiej w katowickiej Ligocie (sek. J6, rząd 13, g. 9).

## Wybrane kompozycje
(na podstawie źródeł)
- Usta Twoje, pieśń do słów Kazimierza Wierzyńskiego
- W domu, pieśń do słów Kazimierza Wierzyńskiego
- Nie smuć się, pieśń do słów Kazimierza Wierzyńskiego
- Żal, pieśń do słów Kazimierza Tetmajera
- Blada róża, pieśń do słów Kazimierza Tetmajera
- Wiekuistość, pieśń do słów Kazimierza Tetmajera
- Śląskie pieśni ludowe w opracowaniu na głos solo i orkiestrę symfoniczną
- Pastele na skrzypce
- Preludium i fuga na orkiestrę smyczkową
- Szkoła gry na skrzypcach

## Odznaczenia i wyróżnienia
- Medal 10-lecia Polski Ludowej Uchwałą Rady Państwa z dnia 22 lipca 1955 r. nr 0/1400 – na wniosek Ministra Kultury i Sztuki[3]
- Złoty Krzyż Zasługi (1957)[2]
- Złota Odznaka Zasłużonemu w Rozwoju Województwa Katowickiego (1963)[2]
- Odznaka Tysiąclecia (1965)[2]
- Krzyż Kawalerskim Orderu Odrodzenia Polski (1973)[2]
- Nagroda Ministra Oświaty i Wychowania – I stopnia (1973)[2]

## Upamiętnienie
23 listopada 2018 r. uroczyście odsłonięto Pomnik braci Szafranków naprzeciw dworca PKP w Rybniku.

Bracia Szafrankowie to muzyczny symbol Rybnika. Mówi się nawet, że byli dla Rybnika tym, czym rodzina Straussów dla Wiednia – przekonuje prezydent Rybnika Piotr Kuczera. – Efekty ich działalności pedagogicznej i podjęte przed laty inicjatywy są w mieście żywe do dziś, zajmując ważne miejsce w kulturalnym pejzażu naszego miasta – podkreśla prezydent.